# Heimatschutzbrigade 52
Die Heimatschutzbrigade 52 war eine teilaktive Heimatschutzbrigade des Heeres der Bundeswehr mit Stabssitz in Lingen. Die Brigade wurde 1981 ausgeplant und 1992 aufgelöst. Sie war Teil des Territorialheeres und unterstand dem Wehrbereichskommando II.

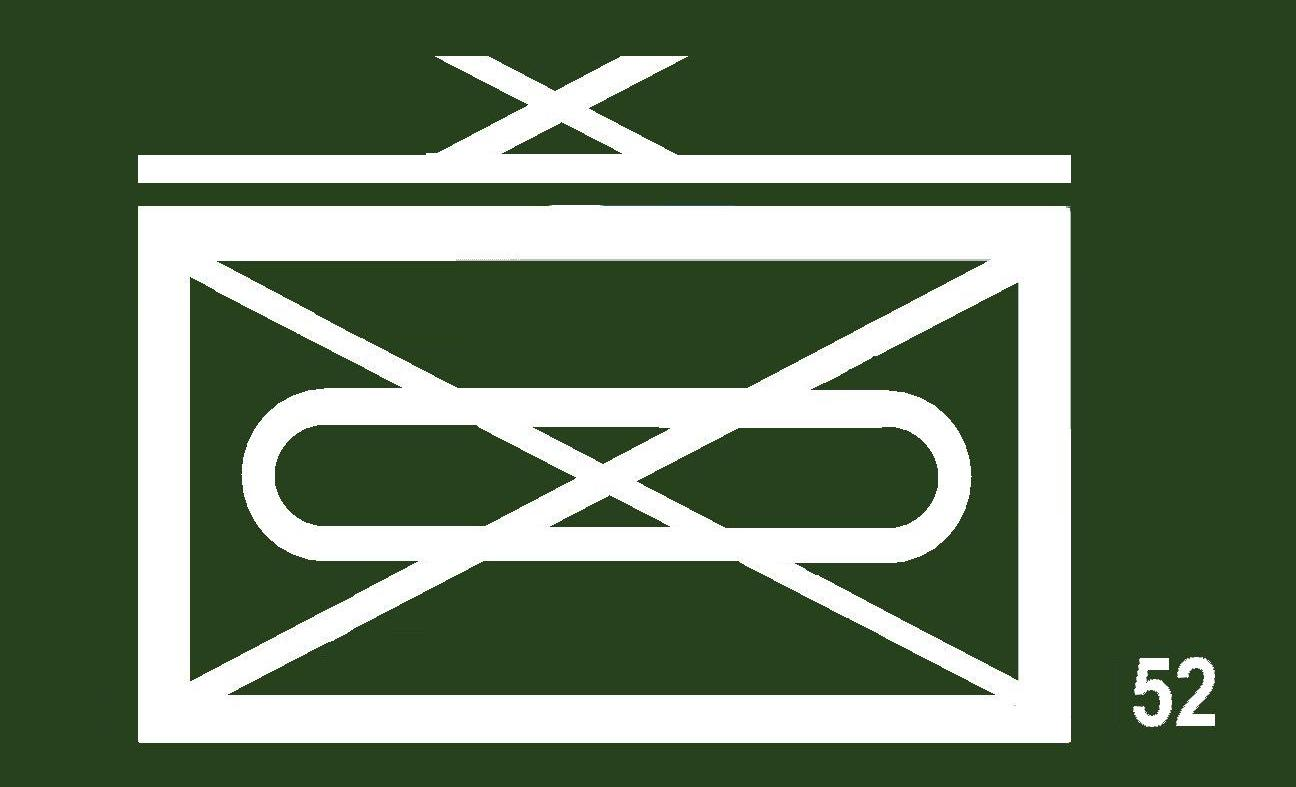
Taktisches Zeichen der Heimatschutzbrigade 52

## Gliederung
Die Brigade gliedert sich um 1989 wie folgt:
- Stab/Stabskompanie Heimatschutzbrigade 52 (teilaktiv), Lingen
  -  Pionierkompanie 520 (GerEinh), Wietmarschen
  -  ABC-Abwehrkompanie 520 (GerEinh), Nordhorn
  -  Sanitätskompanie 520 (GerEinh), Nordhorn
  -  Nachschubkompanie 520 (teilaktiv), Lingen
  -  Instandsetzungskompanie 520 (teilaktiv), Lingen
  -  Jägerbataillon 521, Northeim
  -  Jägerbataillon 522, Fürstenau (mit MTW 113)
  -  Panzerbataillon 523, Lingen (mit M 48)
  -  Panzerbataillon 524 (gekadert), Lingen (mit M 48)
  -  Feldartilleriebataillon 525 (teilaktiv), Fürstenau (mit FH 105mm (L))
  -  Feldersatzbataillon 527 (GerEinh), Nordhorn

## Geschichte

### Aufstellung
Die Brigade wurde am 1. April 1981 zur Einnahme der Heeresstruktur IV im Wehrbereich II aufgestellt. Zur Aufstellung wurden Teile des zeitgleich aufgelösten Heimatschutzkommandos 14 herangezogen. Zeitgleich wurde die nicht aktive „Schwesterbrigade“ Heimatschutzbrigade 62 mit Stabssitz in Hannover ausgeplant.
Wie ihre Bezeichnung andeutet, war die teilaktive Heimatschutzbrigade 52 eine der zwölf Heimatschutzbrigaden des Territorialheeres. Die Brigade umfasste etwa 2500 aktive Soldaten. Im Verteidigungsfall konnte die Brigade durch Reservisten auf volle Sollstärke von rund 4500 Soldaten aufwachsen. Einige der unterstellten Bataillone und Kompanien waren dazu als nicht aktive Geräteeinheiten ausgeplant, deren Wehrmaterial im Frieden in Depots lagerte und erst im Verteidigungsfall mobil gemacht worden wäre.
Die Gliederung und Ausrüstung der Heimatschutzbrigade 52 war mit den drei anderen teilaktiven Heimatschutzbrigaden im Territorialheer vergleichbar: den Kern bildeten jeweils zwei Jägerbataillone, zwei Panzerbataillone und ein Feldartilleriebataillon. Diese Gliederung entsprach etwa einer verstärkten Jägerbrigade bzw. einer „leichten“ Panzergrenadierbrigade. Allerdings verfügte die Brigade „nur“ über veraltete M 48 in den Panzerbataillonen und schweren Kompanien der Infanteriebataillone. Nur eines der beiden Jägerbataillone war mit MTW M113 beweglich gemacht. Die Feldartillerie war wie bei den meisten Heimatschutzbrigaden mit gezogenen Feldhaubitzen FH 105mm (L) ausgerüstet.
Aufgabe der Heimatschutzbrigade als Teil des Territorialheeres war unter anderem die Verteidigung des rückwärtigen Heeresgebietes, insbesondere die Sicherung wichtiger Infrastruktur wie Marschrouten, Verkehrsknotenpunkte und Fernmeldeeinrichtungen. Im rückwärtigen Raum musste mit Luftlandetruppen, durchgesickerten oder durchgebrochenen Feind gerechnet werden.

### Auflösung
Nach der Wiedervereinigung und Ende des Kalten Krieges wurde die Heimatschutzbrigade 52 im Zuge der Verkleinerung des Heeres am 30. September 1992 aufgelöst. Teile der Brigade wurden zur Aufstellung des Jägerregiments 52 verwendet.

## Verbandsabzeichen

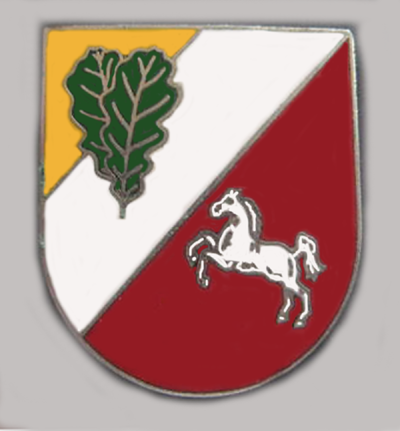
Internes Verbandsabzeichen der Stabskompanie: Eichenlaub auf den hannoverschen Farben gold und silber und das für Niedersachsen typische Sachsenross

Die Brigade führte ein Verbandsabzeichen mit folgender Blasonierung:
„Grün bordiert, gespalten von Silber und Gold ein aufrechter grüner Eichenzweig mit zwei Blättern.“
Das Verbandsabzeichen stellte die Verbindung zum Stationierungsraum her. Die Schildteilung ähnelte der Flagge des Königreichs Hannover und des Landes Hannover. Das Eichenlaub war ein traditionelles Symbol des deutschen Heeres. Besonders im Umfeld der Jägertruppe war der aufrecht stehende Eichenlaubzweig ein häufig anzutreffendes Symbol. Es war ähnlich im Truppengattungsabzeichen der Jägertruppe abgebildet. Der grüne Bord war typisch für alle Heimatschutzbrigaden in der Heeresstruktur IV. Grün war die Waffenfarbe der Jägertruppe, denn die meisten Heimatschutzbrigaden ähnelten verstärkten Jägerbrigaden.
Das Verbandsabzeichen wurde vom „Vorgängerverband“ Heimatschutzkommando 14 übernommen.

## Kommandeure
Die Brigade wurde durch folgende Offiziere kommandiert:
|   | Kommandeur                     | Beginn          | Ende               |
| - | ------------------------------ | --------------- | ------------------ |
| 1 | Brigadegeneral Helmut Feher    | 1. April 1981   | 30. September 1985 |
| 2 | Brigadegeneral Wilhelm Riehmer | 1. Oktober 1985 | 2. Mai 1991        |
| 3 | Oberst Wilfried Richert        | 2. Mai 1991     | 30. September 1992 |